# Oklep

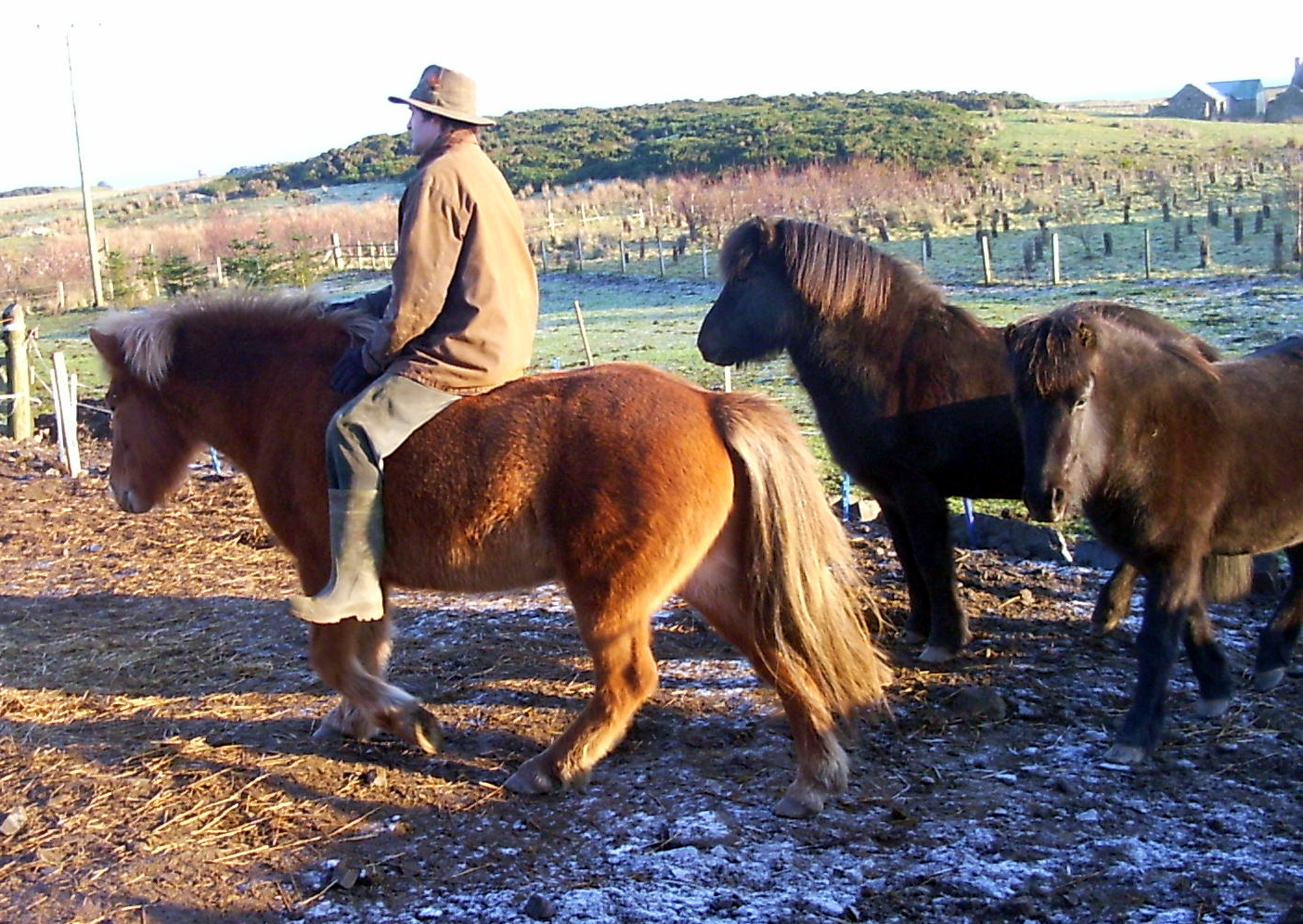
Jazda na oklep na koniu islandzkim

Oklep – popularna nazwa jazdy konnej bez użycia siodła. 
Jazda na oklep jest trudniejsza niż jazda w siodle, dlatego potrzebne jest najpierw solidne opanowanie podstaw jazdy w siodle. Jazda konna na oklep może być wartościowym ćwiczeniem dosiadu: wymaga bowiem dobrej równowagi i odpowiedniego ułożenia nóg jeźdźca. 
Współcześnie, jest ona często uprawiana ze względu na zdrowie konia: przy niektórych chorobach koń nie może być osiodłany, więc z przyczyn zdrowotnych jest tak jeżdżony. Najczęstszą chorobą, podczas której nie można siodłać konia, jest zapoprężenie.